# Калязинская улица (Санкт-Петербург)
Каля́зинская улица — улица в Выборгском районе Санкт-Петербурга. Проходит от проспекта Энгельса до Удельного проспекта.

## История
Название Калязинская улица известно с 1887 года, дано по городу Калязину Тверской области в ряду близлежащих улиц, наименованных по старинным малым городам России.

## Достопримечательности
- детский сад № 3 (дом 6)